# Croton masonii
Espèce
Classification APG II (2003)
Croton masonii est une espèce de plantes à fleurs du genre Croton et de la famille Euphorbiaceae présente au Mexique (îles Revillagigedo). Cette espèce possède de nombreuses propriétés médicinales. N'étant présente qu'au Mexique, c'est une plante d'une rareté exceptionnelle. Le premier Croton masonii a été découvert en 1985 par le botaniste Louis Paget.